# Костадин Ангелов (зограф)
Костадин Ангелов Бикушев е български зограф.

## Биография
Роден е около 1835 г. в село Голямо Белово. През 1852 г., в продължение на 6 месеца, се обучава при самоковски зографи, които иконописват църквата „Св. Георги“ в родното му село. Негови икони има в църквите „Св. Архангел Михаил“ в Костенец (1867), „Св. Йоан Предтеча“ в село Горна Василица (1869), „Св. Никола“ в Берковица (1871), „Успение Богородично“ в село Долна Баня (1871), „Св. Богородица“, „Св. Архангели“ и „Св. Константин“ в Пазарджик, „Св. св. Кирил и Методий“ в село Сестримо. В периода 1894 – 1895 г. рисува в селата Малко Белово, Лесичово, Мененкьово и Лозен, а през 1897 – 1898 г. – в село Сарая. Автор е на портрет на учителката Ана Консулова. Умира през 1905 г.